# Gabriel Monnier
Pour les articles homonymes, voir Monnier.
Gabriel Monnier (né le 10 mai 1977 à Paris en Île-de-France) est un patineur artistique français qui a été champion de France en 2002.

## Biographie

### Carrière sportive
Gabriel Monnier commence le patinage artistique à l'âge de cinq ans et rejoint le pôle d'entraînement de la patinoire de Champigny-sur-Marne à huit ans. Les débuts sont prometteurs : deux fois champion de France minime en 1985 et 1987, il participe aux championnats du monde junior en 1992 et devient champion de France junior en 1995. Néanmoins Gabriel Monnier sera handicapé toute sa carrière par des blessures à répétition qui l'empêchent d'obtenir de bons résultats sportifs. Il participe à ses quatrièmes championnats de France élite à Amiens en décembre 1996, et s'y classe cinquième.
En 1997/1998, il participe au Skate America mais ne se classe que onzième sur douze. Néanmoins, en décembre 1997, il monte sur le podium national en obtenant la médaille de bronze des championnats de France 1998 à Besançon. Cette performance ne lui permet toutefois pas de participer ni aux championnats d'Europe de Milan en janvier, ni aux jeux olympiques de Nagano en février, ni aux championnats du monde de Minneapolis en mars.
En 1998/1999, il ne se classe que sixième des championnats de France de Lyon. Gabriel ne peut donc toujours pas participer aux grands championnats internationaux.
En 1999/2000, Gabriel effectue son retour sur le podium des championnats de France de Courchevel en devant vice-champion de France, derrière Stanick Jeannette. Cela va lui permettre de participer pour la première fois aux championnats d'Europe de Vienne en février 2000, mais ne se classe que quinzième de la compétition et troisième français. Cette contre-performance lui empêchera de participer aux championnats du monde de Nice en mars.
En 2000/2001, Gabriel patine son programme court sur la musique du film "Rangoon" de Hans Zimmer et son programme long sur les musiques du film "Dracula" de Wojciech Kilar et "Entretien avec un Vampire" d'Elliot Goldenthal. Il participe au Skate Canada et au Trophée Lalique où il prend des places d'honneur, et tente de conserver sa médaille d'argent aux championnats de France 2001 de Briançon en décembre 2000. Il ne réussit pas à la conserver et descend même du podium en se classant quatrième. Saison terminée.
En 2001/2002, Gabriel conserve ses deux programmes de l'année passée. Il ne participe à aucune compétition du Grand-Prix. Le 8 décembre 2001, après des mois de blessures à répétition, il va surprendre tout le monde en devenant champion de France lors des championnats de France 2002 de Grenoble. Cette consécration a lieu pendant une année olympique et Gabriel commence à rêver des jeux olympiques qui se profilent en février 2002. Il est tout naturellement sélectionné pour les championnats d'Europe de janvier à Lausanne, où il se classe dixième. Mais cette performance ne va pas lui permettre de participer aux jeux olympiques de Salt Lake City, étant troisième français de la compétition derrière Brian Joubert (3e) et Frédéric Dambier (5e). Il ne pourra pas non plus participer aux championnats du monde de mars 2002 à Nagano. Après cette saison où Gabriel a conquis le titre national, il décide de quitter le patinage amateur et de devenir professionnel.
Parallèlement à sa carrière sportive, Gabriel suit un cursus scolaire à l'école des enfants du spectacle au Collège Rognoni à Paris, puis à l'Institut national du sport et de l'éducation physique (INSEP). Il obtient un baccalauréat scientifique en 1995. Il poursuivra ses études en Biologie à l'Université Pierre-et-Marie-Curie à Paris, y obtenant un DEUG en 1999 puis une Licence.

### Reconversion
Passé professionnel en 2002, Gabriel va patiner dans des parcs d'attraction, des galas, et autres spectacles de patinage (notamment avec Holiday on Ice) en France et à l'étranger
En 2008, il a entraîné au club de Dijon tout en reprenant ses études.
En février 2009 il est choisi comme Team leader (chef de l'équipe) de l'équipe de France de patinage artistique pour les championnats du monde junior à Sofia. Il est également spécialiste technique.

## Palmarès
| Compétition                   | 1992    | 1993    | 1994    | 1995    | 1996    | 1997    | 1998    | 1999    | 2000    | 2001    | 2002    |  |  |  |
| Jeux olympiques d'hiver       |         |         |         |         |         |         |         |         |         |         |         |  |  |  |
| Championnats du monde         |         |         |         |         |         |         |         |         |         |         |         |  |  |  |
| Championnats d’Europe         |         |         |         |         |         |         |         |         | 25e     |         | 10e     |  |  |  |
| Championnats de France        |         | 11e     | F       | 11e     | 10e     | 5e      | 3e      | 6e      | 2e      | 4e      | 1er     |  |  |  |
| Championnats du monde juniors | 16e     |         |         |         | 14e     |         |         |         |         |         |         |  |  |  |
|                               |         |         |         |         |         |         |         |         |         |         |         |  |  |  |
| Grand Prix ISU                | 1991/92 | 1992/93 | 1993/94 | 1994/95 | 1995/96 | 1996/97 | 1997/98 | 1998/99 | 1999/00 | 2000/01 | 2001/02 |  |  |  |
| Skate America                 |         |         |         |         |         |         | 11e     |         |         |         |         |  |  |  |
| Skate Canada                  |         |         |         |         |         |         |         |         |         | 12e     |         |  |  |  |
| Coupe d'Allemagne             |         |         |         | 12e     |         |         |         |         |         |         |         |  |  |  |
| Trophée de France             |         |         |         |         |         |         |         |         |         | 7e      |         |  |  |  |
| Légende : F = Forfait         |         |         |         |         |         |         |         |         |         |         |         |  |  |  |

## Liens et Sources
- (en) Biographie ISU

- Ressource relative au sport :   - International Skating Union
- (fr + en) Site Officiel